# Есун-Тэмур
Есун-Тэмур (монг. Есөнтөмөр; 28 ноября 1293 — 15 августа 1328) — шестой император династии Юань (китайское храмовое имя — Цзинь-цзун; кит. трад. 也孫鐵木兒, пиньинь Taidingdi); девизы правления — Тайдин (1321—1328), Чжихэ (1328), десятый каган Монгольской империи (монгольское храмовое имя — Есунтэмур-хаган; монг. Есөнтөмөр хаан).

## Ранние годы
Есун-Тэмур родился на территории современной Монголии в 1293 году. Его отец, Гаммала (1263—1302), после смерти Чинкима был назначен джиноном (jinwang, 晉王) в 1292 году. Ханство взял на себя Тэмур, сын Дармабалы и, затем другие его сыновья и внуки, поэтому Гаммала и его сын Есун-Темур были вне политической конкуренции. В качестве джинона, Гаммала был закреплен за севером современной Монголии (пустыня Гоби и Мавзолей Чингисхана). В 1302 году Гаммала умер и Есун-Тэмур занял пост джинона.
Во времена правления Хайсана, Аюрбарибады и Шидэбалы, Есун-Темур имел большую и мощную армию в Монголии, стал одним из самых уважаемых князей и бесспорным лидером.

## Приход к власти
В 1323 году, когда был убит Шидэбала, Есун-Тэмур, благодаря своему влиянию, быстро пришел к власти.
После получения императорской печати на берегу Керулена в Монголии в 4 октября 1323 года прошла его интронизация.
Под руководством Чанг Кью, чиновники кагана направили письмо Есун-Тэмуру, призывая его принять трон и наказать заговорщиков. Он послал войска в Ханбалык и Шанду. Пять князей, причастные к заговорам, были сосланы в Юньнань, Хайнань и другие отдаленные места.
Китайские официальные лица неоднократно призывали Есун-Тэмура расширить чистку, чтобы охватить всех бывших союзников Тэмудэра и Тэгши и членов их семей, но Есун-Тэмур отказался. Он выпустил указ об амнистии и конфискации имущества заговорщиков, они были возвращены в свои семьи.

## Правление
Есун-Тэмур пытался завоевать широкую поддержку народа. Чтобы заручиться поддержкой именно как император Китая от китайского народа, он должным образом показывал своё уважение конфуцианским традициям с самого начала царствования. Вместе с тем мусульманские и монгольские чиновники, пришедшие с ним из Монголии, занимали большинство постов в его правительстве.
Есун-Тэмур осуждал покупки дорогостоящих драгоценных камней, ввозимых иностранными купцами, а также их дальнейшие продажи в десять раз выше реальной стоимости. Он считал, что это недопустимо во время голода. В 1326 году Узбек-хан из Золотой Орды послал шкуру гепарда Есун-Тэмуру, а тот отдарился золотом, серебром и шелком.

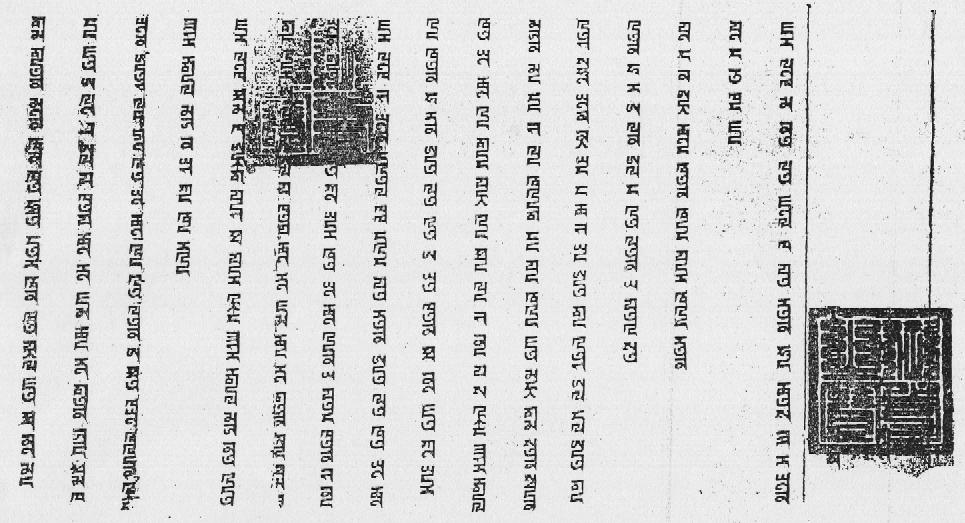
Указ Есун Тэмура на монгольском квадратном письме

Во время его правления империя была разделена на восемнадцать частей, находившихся под контролем «лордов провинций». Были представлены доклады о состоянии провинций Юань, поступало много жалоб на некоторых лам, которые, пользуясь своими золотыми пайцзами, ездили по провинциям и поселялись в частных домах, выгоняя хозяев. Император запретил ламам посещать Китай. Кроме буддизма, Есун-Тэмур пренебрегал древним культом неба монголов.
Есун-Тэмур скоропостижно скончался в Шанду 15 августа 1328 года. Место у власти, уже через три месяца после его смерти, занял Туг-Тэмур.